# Rafael Mejía
Rafael Alejandro Mejía Gutiérrez, född 3 juni 1995, är en mexikansk roddare.

## Karriär
Vid VM 2024 i St. Catharines tog Mejía guld tillsammans med José Navarro, Marco Velázquez och Miguel Carballo i lättvikts-scullerfyra, vilket var Mexikos första VM-guld i rodd genom tiderna.